# Cantón de Uri
El cantón de Uri (UR, en alemán Kanton Uriⓘ) es uno de los 26 cantones suizos, situado en la región de Suiza Central. Su territorio comprende el valle del río Reuss, que se extiende desde el lago de los Cuatro Cantones, al norte, hasta el paso de San Gotardo, al sur. El alemán es la lengua oficial. La capital es Altdorf. La leyenda de Guillermo Tell tiene su origen en este cantón.

## Etimología
El nombre del cantón de Uri provendría de la palabra celta ure, que significa toro, o del antiguo alemán Auroch, que significa uro, buey salvaje. Esto se basa en que el escudo de la región tiene una cabeza de toro.

## Historia
Uri fue mencionado por primera vez en 732 como perteneciente al abad de Reichenau. En 853 fue entregado al convento de Zúrich por Luis el Germánico. En 1231 bajo el reino de Federico II, se convirtió en una dependencia directa del Emperador. En 1243 la región tuvo un sello común. En 1274 el poderoso Rodolfo I de Habsburgo reconoció estos privilegios.
En 1291 junto con Schwyz y Unterwalden formó una liga, la Confederación de los III cantones que constituiría el núcleo de la naciente Confederación Suiza. La alianza fue plasmada con la firma del Pacto Federal de 1291 (Bundesbrief), conocido también como la Jura del Grütli. En 1386 Uri participó en la victoria sobre los austríacos en la batalla de Sempach, obteniendo como recompensa las tierras de Urseren en 1410. Además se expande hacia el sur (valles de Orsera y Leventina) y al este hacia Glaris (Urnerboden). El valle de Orsera y el Urnerboden forman parte del actual cantón de Uri.
La región resiste la Reforma protestante y permanece católica. Durante la República Helvética (1798-1803), Uri formó parte del cantón de Waldstätten. Con la firma del Acta de Mediación en 1803, Uri recuperó su independencia, aunque el valle de Leventina fue unido contra su voluntad al nuevo cantón del Tesino. Todos los intentos de reformas constitucionales y religiosas fueron baldíos. Por esta razón, en 1815 Uri se unió a la Liga de Sarnen. Posteriormente fue uno de los miembros de la Sonderbund (La otra alianza), una alianza separatista católica que fue derrotada por la Confederación Suiza en 1847.

## Geografía

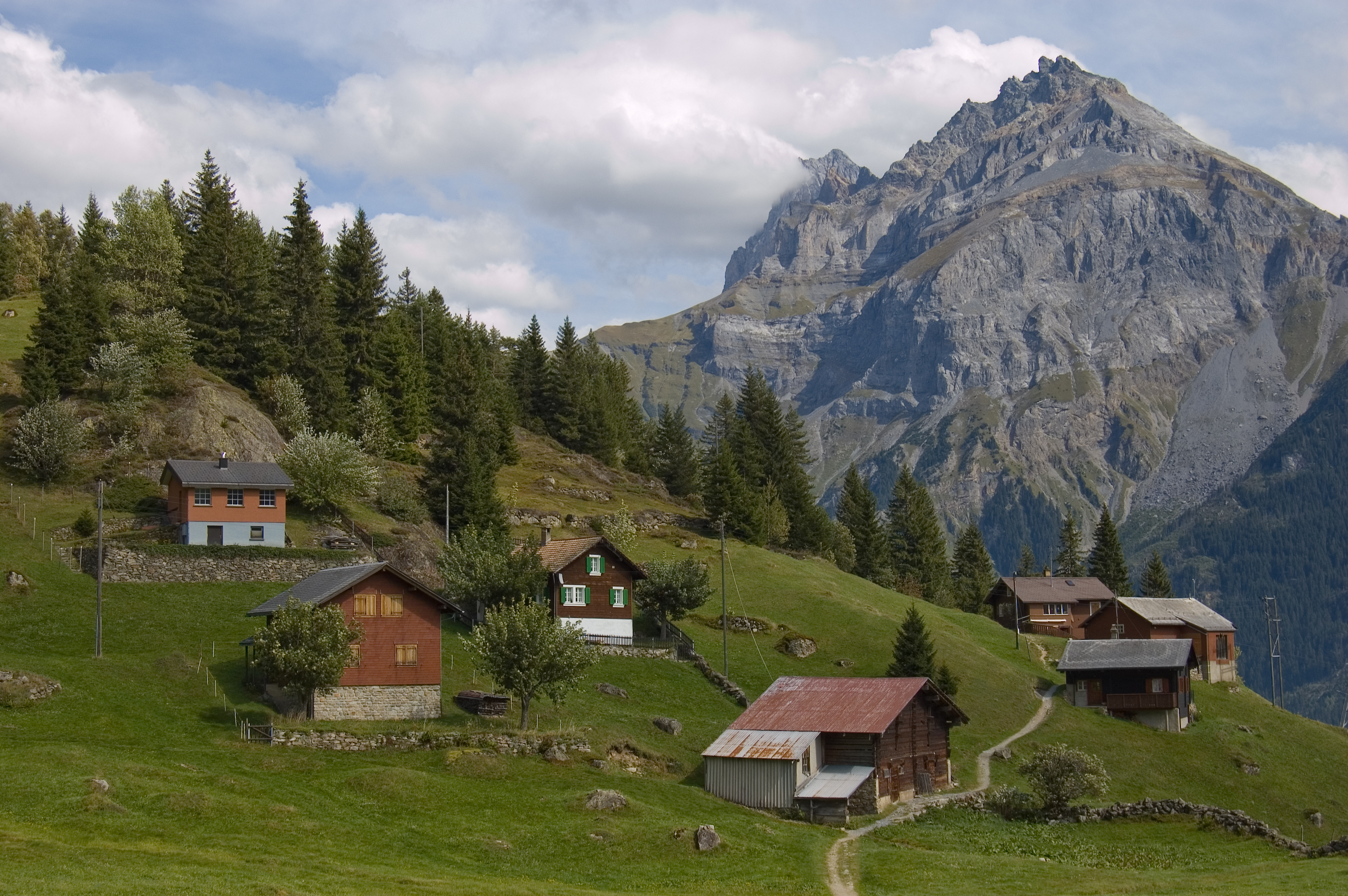
Paisaje de montaña del Cantón de Uri. Comuna de Silenen.

El cantón de Uri limita al norte con el cantón de Schwyz; al este con los cantones de los Grisones y de Glaris; al sur con los cantones del Tesino y Valais; y al oeste con los cantones de Berna, Obwalden y Nidwalden.
El cantón de Uri está situado en la región de Suiza Central entre el lago de los Cuatro Cantones y el macizo de San Gotardo, en la vertiente norte de los Alpes suizos. El área del cantón de Uri, de unos 1.077 km², ocupa en toda su extensión el valle del Reuss. Solo la mitad del territorio se considera tierra productiva, ya que los bosques cubren una considerable parte y los glaciares suponen un 20% del mismo. El punto más alto del cantón es el Dammastock, a 3.630 m de altitud, situado al norte del puerto de Furka o Furkapass.
Además, el cantón es atravesado por las siguientes secciones de los Alpes suizos:
- Alpes berneses (Alpes uraneses)
- Alpes glaroneses (Alpes urano-glaroneses)
- Alpes lepontinos (Alpes del Monte Leone y del San Gotardo, Alpes del Adula)
- Prealpes suizos (Prealpes de Schwyz y Uri)

## Demografía
El cantón de Uri cuenta 36 008 habitantes en 2014, lo que lo convierte en unos de los cantones menos poblados de Suiza. De hecho solo los cantones de Appenzell Rodas Interiores y Obwalden son menos poblados. Además, los tres cuartos de la población se encuentran concentrados en el valle del río Reuss.
El 85% de la población reivindica ser de creencia católica, mientras que el 6% declaran ser protestantes. A Nivel lingüístico, la lengua oficial del cantón es el alemán, hablado por el 93,5% de la población. El dialecto alemán-suizo hablado en la región pertenece a la familia del Hochalamanisch.

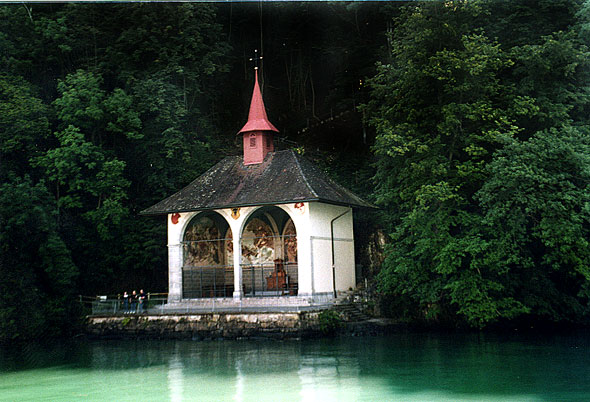
Capilla de Guillermo Tell, Sisikon.

## Economía
El valle del río Reuss constituye el área principal de cultivo del cantón, esto se debe en parte a que el terreno es bastante accidentado y no es adaptado al cultivo. La silvicultura es uno de los sectores más importantes de la agricultura. La generación de energía hidroeléctrica es de gran importancia.
El turismo es también una importante fuente de recursos para el cantón de Uri. Una excelente red de carreteras y de ferrovías facilitan el turismo en áreas remotas de montaña. De hecho, un importante proyecto inmobiliario para el turismo está previsto en Andermatt.

## Política
La primera constitución de Uri data del 1888, y fue revisada en 1929 tras la abolición de la Landgemeinde. La constitución actual data de 1984. El cantón de Uri es representado por dos representantes en el Consejo de los Estados o la cámara de los cantones, y por un senador en el Consejo Nacional.
A nivel cantonal, el Landrat (Consejo del País) ejerce el poder legislativo, está formado por 64 miembros elegidos por un período de cuatro años. Las veinte comunas forman cada una un distrito electoral, así, las comunas más pobladas y que eligen al menos tres diputados, utilizan el sistema de elección proporcional, mientras que las comunas pequeñas votan según el sistema mayoritario. En general, las sesiones del Landrat duran dos días y se repiten hasta seis veces al año.
Las modificaciones de las leyes y de la constitución se hacen necesariamente a través de una votación popular. Las decisiones del Landrat pueden ser denunciadas por al menos 300 votantes, siendo sometidas a referendo. La adopción, modificación o abolición de leyes, decisiones o parte de la constitución pueden ser igualmente iniciadas por iniciativa popular por parte de 300 votantes, lo que conduce de nuevo a una votación popular.
El poder ejecutivo es detentado por los siete miembros del Consejo de Estado, elegidos directamente por los electores del cantón por un período de cuatro años. El Consejo es presidido por el Landaman, el cual es elegido por un período de dos años.
A nivel judicial, el cantón de Uri posee dos distritos judiciales: Uri y Ursern. La Corte de Uri posee diez miembros y tiene su sede en Altdorf, mientras que la Ursern tiene siete miembros y se encuentra en Andermatt. Altdorf alberga además la Alta Corte Cantonal compuesta por trece miembros. Los jueces del cantón son elegidos directamente por el pueblo.

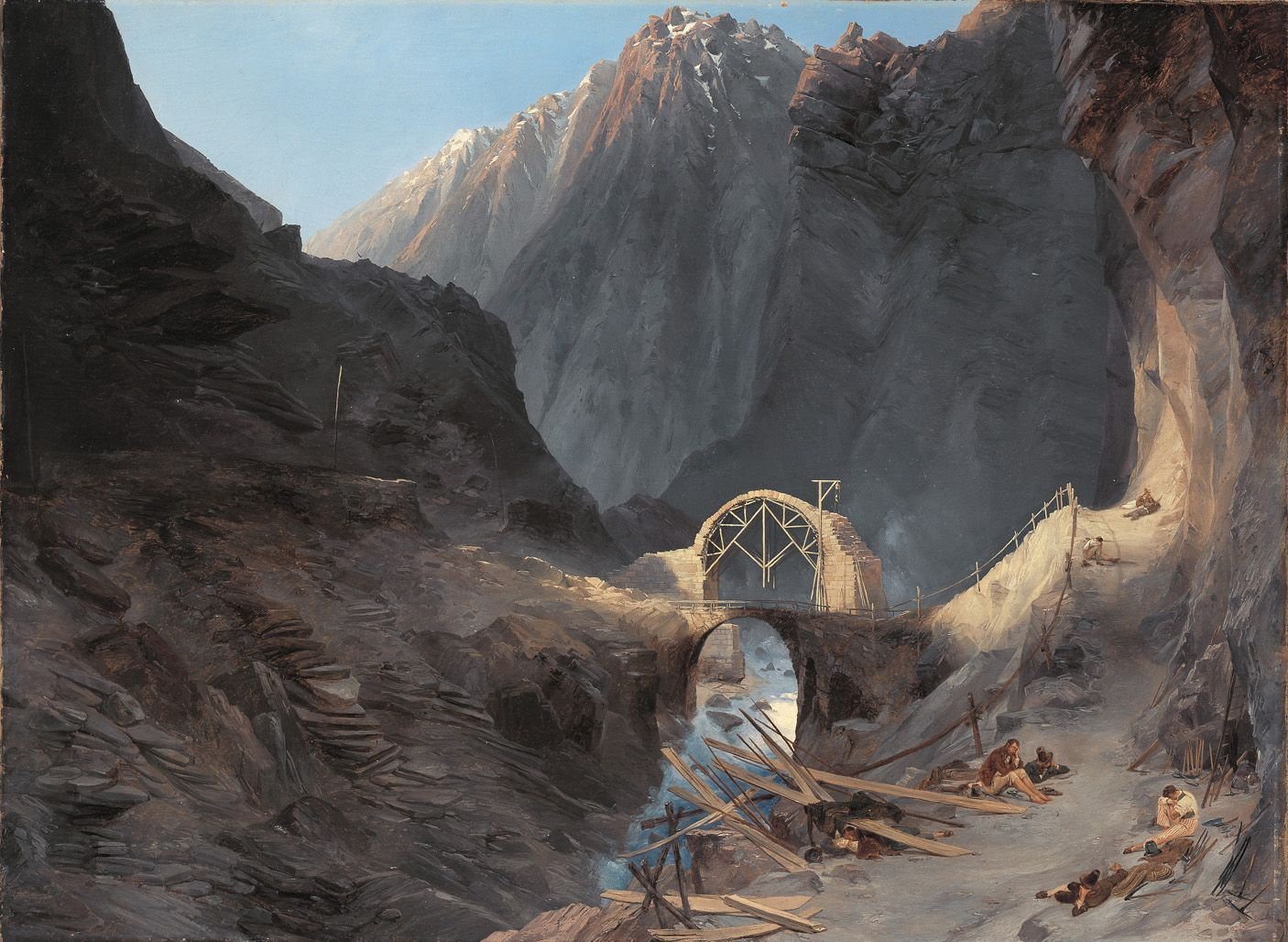
Construcción del Puente del Diablo, Carl Blechen, aprox. 1833.

## Transporte
El cantón de Uri es uno de los pasos alpinos más importantes. La región es desde hace siglos un gran lugar de tránsito. El paso de San Gotardo fue de gran importancia para las poblaciones alrededor de la región alpina desde el año 1220 con la ampliación de las Gargantas de Schöllenen (Schöllenenschlucht) y la construcción del Puente del Diablo (Teufelsbrücke) en 1230. En 1882 fue abierto el túnel ferroviario San Gotardo, de 15 kilómetros de longitud, situado a pocos metros de la estación ferroviaria de Göschenen. En 1980 sigue el túnel carretero San Gotardo, de casi 17 kilómetros en la autopista Suiza A2. El 1.º de junio de 2016 se inaugura el túnel de base San Gotardo, en Erstfeld, que con aproximadamente 57 kilómetros de longitud, es el túnel ferroviario más largo del mundo.

## Comunas
El cantón está dividido en veinte comunas. No está dividido en distritos y no cuenta con ninguna ciudad (comunas con más de 10 000 habitantes).